# بارتشان (مباركة)
بارتشان هي قرية في مقاطعة مباركة، إيران. عدد سكان هذه القرية هو 657 في سنة 2006.